# Adhimoksha
Adhimoksha (sanskrit) ou adhimokkha (pali) est un terme du bouddhisme qui peut se traduire par: détermination, ou résolution. C'est un facteur mental concomitant et une des dix souillures de l'inspection qui peut apparaître chez le pratiquant lors de la méditation vipassana. Ce mot est également utilisé pour parler de l'intérêt que le fidèle doit procurer envers le dharma c'est-à-dire les enseignements du bouddha.